# Comté de Huron (Michigan)
Pour les articles homonymes, voir Huron (homonymie) et Comté de Huron.
Le comté de Huron (Huron County en anglais) est à l'est de la péninsule inférieure de l'État du Michigan, dans la partie nord du Pouce sur la rive du lac Huron. Son siège est à Bad Axe. Selon le recensement de 2000, sa population est de 36 079 habitants.

## Géographie
Le comté a une superficie de 5 533 km2, dont 2 167 km2 en surfaces terrestres.

## Démographie

### Comtés adjacents
- Comté de Sanilac (sud-est)
- Comté de Tuscola (sud-ouest)